# Chaperon (architecture)
Pour les articles homonymes, voir Chaperon.

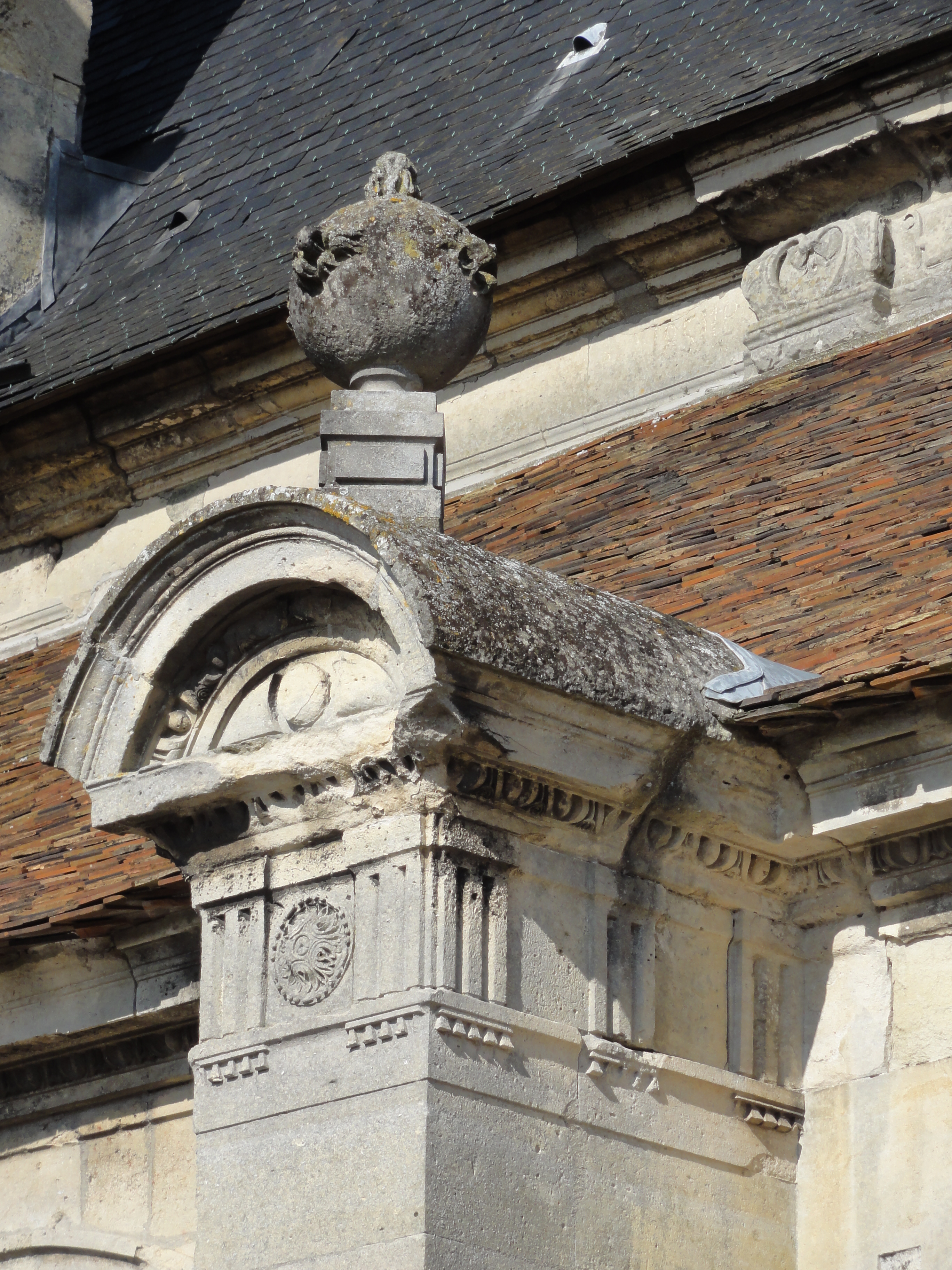
Attainville, église Saint-Martin d'Attainville. Détail du sommet d'un contrefort du bas-côté sud, avec entablement, chaperon à fronton et vase éolipile.

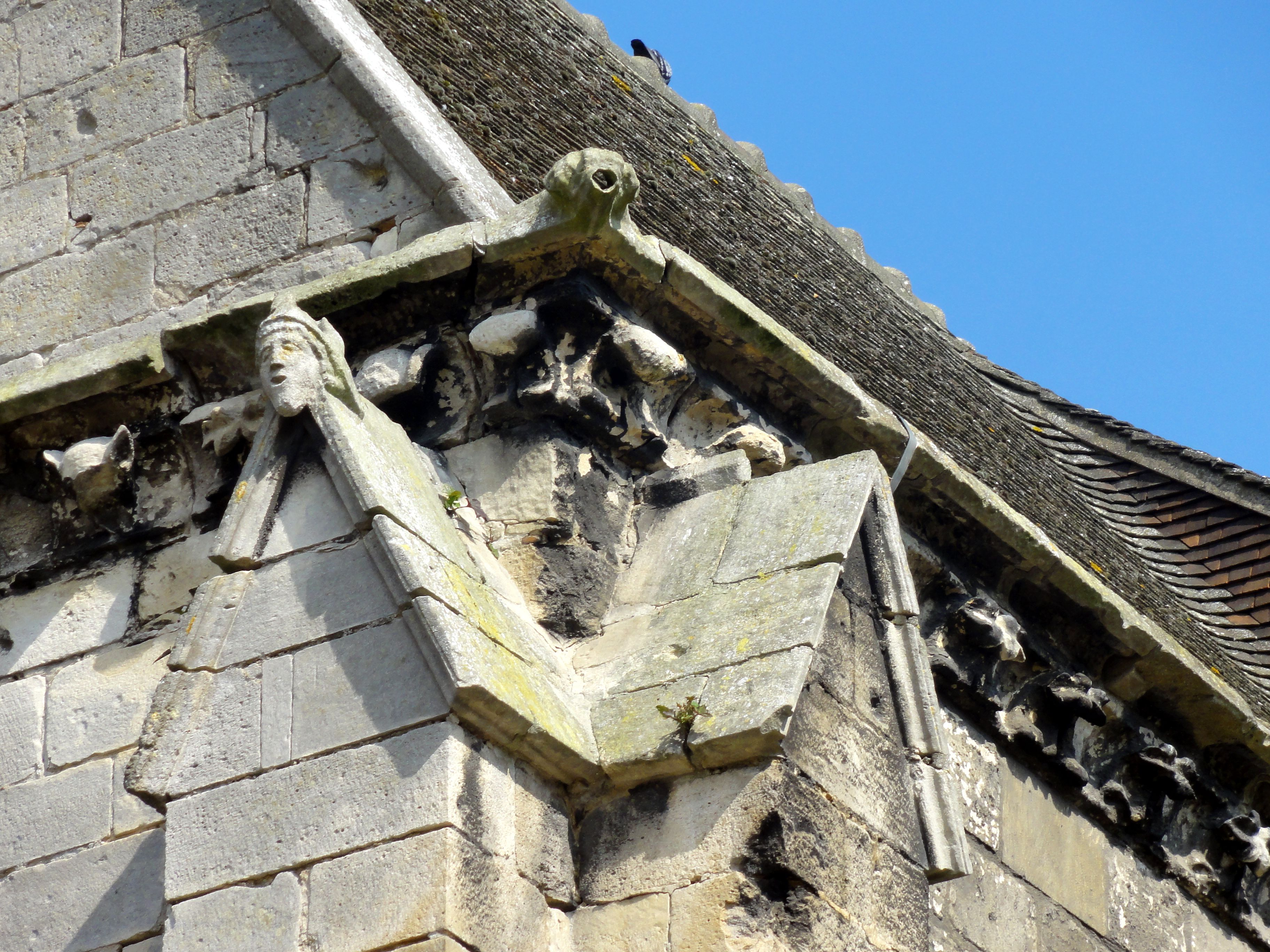
Église Saint-Médard de Creil, tête sculptée sur le chaperon du contrefort de droite de l'extrémité de l'ancien croisillon, frise de feuilles d'acanthe et petite gargouille à l'angle.

En architecture et en construction, un chaperon désigne la partie supérieure, le couronnement à versant à une ou deux pentes ou à versant bombé d'un mur, d'un contrefort, d'un arc-boutant. Le mur est recouvert de tuiles, d'ardoises ou de briques débordantes ou d'une petite chape de mortier avec parfois un égout ou bien encore d'un élément de couverture métallique rapporté.
Le chaperon protège le mur et facilite l'écoulement des eaux de ruissellement.
S'il est à une seule pente, il rabat les eaux pluviales vers la parcelle (le fonds) du propriétaire du mur. S'il est à deux pentes ou bombé, il couronne normalement un mur mitoyen et est objet de tous les soins.
Le chaperon est « en bahut » lorsqu'il est bombé (et le chaperon est aussi appelé souvent le « bahut » alors que le mur n'est pas forcément un mur-bahut ou bahut, mur bas).
Le chaperon est « en dos d'âne » lorsqu'il a deux pentes.
Un mur qui n'a pas de chaperon a une simple arase.